# Сесил (Джорджія)
Сесил (англ. Cecil) — місто (англ. town) в США, в окрузі Кук штату Джорджія. Населення — 284 особи (2020).

## Географія
Сесил розташований за координатами 31°2′48″ пн. ш. 83°23′27″ зх. д. / 31.04667° пн. ш. 83.39083° зх. д. (31.046577, -83.390945).  За даними Бюро перепису населення США в 2010 році місто мало площу 2,52 км², з яких 2,47 км² — суходіл та 0,05 км² — водойми.

## Демографія
Згідно з переписом 2010 року, у місті мешкало 286 осіб у 113 домогосподарствах у складі 76 родин. Густота населення становила 113 особи/км².  Було 148 помешкань (59/км²).
Расовий склад населення:
| - 50,0 % — білих - 43,4 % — чорних або афроамериканців - 2,1 % — азіатів - 2,8 % — осіб інших рас |

До двох чи більше рас належало 1,7 %. Частка іспаномовних становила 4,5 % від усіх жителів.
За віковим діапазоном населення розподілялося таким чином: 26,9 % — особи молодші 18 років, 60,9 % — особи у віці 18—64 років, 12,2 % — особи у віці 65 років та старші. Медіана віку мешканця становила 38,5 року. На 100 осіб жіночої статі у місті припадало 84,5 чоловіків;  на 100 жінок у віці від 18 років та старших — 81,7 чоловіків також старших 18 років.
Середній дохід на одне домашнє господарство  становив 38 802 долари США (медіана — 34 375), а середній дохід на одну сім'ю — 46 730 доларів (медіана — 43 125). Медіана доходів становила 23 529 доларів для чоловіків та 25 000 доларів для жінок. За межею бідності перебувало 29,5 % осіб, у тому числі 24,5 % дітей у віці до 18 років та 36,7 % осіб у віці 65 років та старших.
Цивільне працевлаштоване населення становило 126 осіб. Основні галузі зайнятості: роздрібна торгівля — 16,7 %, транспорт — 15,1 %, виробництво — 12,7 %, мистецтво, розваги та відпочинок — 12,7 %.